# Denys van Sevendonck
Denys van Sevendonck (Hoogstraten, ca. 1547–1551 – overleden vóór augustus 1609) was een Zuid-Nederlandse goudsmid actief in Antwerpen in de tweede helft van de 16e eeuw. Hij stamde uit een familie van edelsmeden afkomstig uit Hoogstraten.

## Biografie
Denys was de oudste zoon van Denys van Sevendonck en Anna Cornuyts. Zijn ouders trouwden in 1546 in de Onze-Lieve-Vrouwekathedraal van Antwerpen. Hij was driemaal gehuwd: een eerste keer met een onbekende vrouw, met wie hij minstens twee dochters kreeg; vervolgens met Tanneken Moerdijck (huwelijk op 15 augustus 1574 in de Sint-Andrieskerk te Antwerpen); en ten slotte met Barbara Ghestens. Uit dat laatste huwelijk werden onder andere Denys, Hester en Barbara geboren.

## Opleiding en loopbaan
Als zeer jonge leerling was Van Sevendonck in de leer bij Melchior Meyssener in Lissabon. Nadien volgde hij verdere opleiding bij Herman Meesenbrinck in Parijs. Hij werd meester-goudsmid vóór 1571 en verkreeg in dat jaar het meesterschap in Antwerpen als 'vreemdeling'. In 1579 woonde hij in de Claverstraat in het huis “De Witte Roose”.
Zijn naam komt regelmatig voor in archieven met betrekking tot zowel zakelijke als familiale aangelegenheden. Tussen 1591 en 1609 liep zijn zakelijke reputatie averij op. In november 1607 bleek hij plots de stad te hebben verlaten, waarna zijn vrouw de inboedel verkocht zonder de schuldeisers in te lichten. Barbara Ghestens maakte haar testament op 9 augustus 1609 als weduwe.

## Leermeesters
Hij was leerling van Melchior Meyssener (in Lissabon) en Herman Meesenbrinck (in Parijs).